# Enrico Pasteur

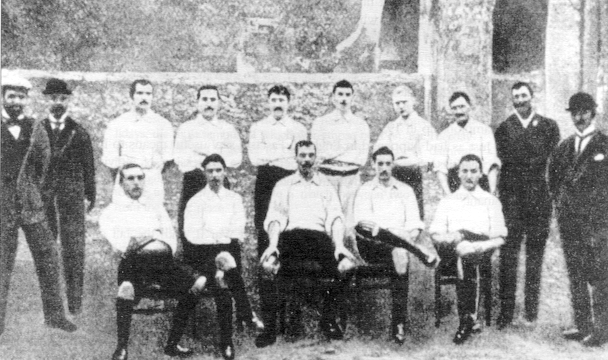
Meistermannschaft des CFC Genua von 1899:
stehend v. l. n. r. (im weißen Hemd): Ghigliotti, De Galleani, Spensley, Edoardo Pasteur, Leaver, Enrico Pasteur; sitzend v. l. n. r. Passadoro, Arkless, Dapples, Deteindre, Agar

Enrico Eugenio Camillo Pasteur (* 27. August 1882 in Genua; † 28. November 1958 ebenda) war ein italienischer Fußballspieler, -trainer und -schiedsrichter sowie Wasserballspieler und -schiedsrichter.
In zeitgenössischen Quellen wird er oft Pasteur II genannt. Sein älterer Bruder Edoardo (Pasteur I) war ebenfalls Fußballspieler.

## Werdegang
Enrico Pasteur wurde 1882 in Genua als Sohn einer aus Genf in der Schweiz eingewanderten Familie, die weitläufig mit dem Chemiker und Mikrobiologen Louis Pasteur verwandt war, geboren. Er zählte zu den ersten Spielern des Genoa Cricket and Football Club, zu dem er durch seinen älteren Bruder Edoardo 1899 kam. Neben Fußball betrieb Pasteur auch Wasserball, Motorsport und Leichtathletik. 1902 gewann er den ligurischen Meistertitel im 100-Meter-Lauf.
Pasteur zählte zu den Protagonisten der Dominanz des CFC Genua in den ersten Jahren der Italienischen Fußballmeisterschaft. Mit den Rossoblù gewann er als linker Flügelspieler zwischen 1899 und 1904 vier Meisterschaften. Sein Debüt gab er am 16. April 1899 im Meisterschaftsfinale, das Genua mit 3:1 gegen Internazionale Torino gewann. Seine letzte Partie für Genua absolvierte Pasteur 1906.
Im April 1903 nahm Enrico Pasteur an der Partie des CFC Genua beim Football Velo-Club de Nice, dem ersten Spiel eines italienischen Vereins im Ausland, teil. Genoa siegte mit 3:0 und Pasteur trug sich zusammen mit Karl Senft, der einen Doppelpack erzielte, in die Torschützenliste ein.
Während des Ersten Weltkriegs betreute Enrico Pasteur den CFC Genua in Pokal- und Freundschaftsspielen, die anstelle der Meisterschaft stattfanden, als Trainer. Pasteur II gilt als in dieser Funktion Entdecker von Ottavio Barbieri, der unter ihm bei einem Freundschaftsspiel gegen das britische Head Quarters, eine Formation britischer Profifußballer unter Waffen, in der ersten Mannschaft debütierte.
Unter der Präsidentschaft seines Bruders Edoardo beim CFC Genua war Enrico Pasteur einer der wichtigsten Förderer der Wasserballabteilung der Klubs, als deren Gründer er oft angesehen wird. Er trug sich auch in dieser Sportart zum Erfolg des Vereins bei. So war er in den Jahren 1914 und 1920 Stammtorwart der Mannschaft und gewann in der ersten Saison die Meisterschaft und in der zweiten Saison das vorolympische Turnier in Millesimo.
Nach Ende seiner aktiven Sportlerkarriere wurde Pasteur ein geachteter Fußball- und Wasserballschiedsrichter.
Enrico Pasteur starb im November 1958 im Alter von 76 Jahren in seiner Heimatstadt Genua, wo er begraben liegt.

## Erfolge
Fußball
- Italienischer Meister: 1899, 1902, 1903, 1904

Wasserball
- Italienischer Meister: 1914